# Scelotes gronovii
Scelotes gronovii é uma espécie de réptil escamado da família Scincidae.
Apenas pode ser encontrada na África do Sul.